# Cyrtodactylus novaeguineae
Espèce
Synonymes
- Gymnodactylus marmoratus 
var. novaeguineae Schlegel, 1837

Cyrtodactylus novaeguineae est une espèce de geckos de la famille des Gekkonidae.

## Répartition
Cette espèce est endémique de Papouasie-Nouvelle-Guinée. Elle se rencontre dans le bassin du Sepik.

## Publication originale
- Schlegel, 1837 : Abbildungen neuer oder unvollständig bekannter Amphibien, nach der Natur oder dem Leben entworfen und mit einem erläuternden Texte begleitet. Arne and Co., Düsseldorf, p. 1-141 (texte intégral).